# Microsoft
 (transkr. Majkrosoft; skr. MS) — američka međunarodna korporacija sa sedištem u Redmondu, Vašington, koja razvija, proizvodi, licencira, prodaje računarski softver, korisničku elektroniku, te lične računare i servise. Njihov najpoznatiji softver je serija operativnih sistema , paket Microsoft Office, kao i veb-pregledač Microsoft Edge. Njihovi hardverski proizvodi su poznata konzola Xbox i serija tableta Microsoft Surface. Microsoft je najveći proizvođač softvera ako se u obzir uzme prihod. Takođe je jedna od svetskih najvrednijih kompanija.
Microsoft su osnovali Bil Gejts i Pol Alen 4. aprila 1975. godine za razvoj i prodaju programskog jezika BASIC za računar Altair 8800. Nastojali su da dominiraju tržištem operativnih sistema za lične računare sa -om sredinom 1980-tih, što je popraćeno Microsoft Windows-om. Početna javna ponuda kompanije iz 1986. i naknadni rast u njenoj ceni deonica, učinile su trojicu ljudi milijarderima, a među zaposlenima, 12 hiljada su postali milioneri. Od 1990-tih, Microsoft se značajno ogradio od tržišta operativnih sistema i napravio je više kupovina preduzeća. U maju 2011, Microsoft je preuzeo firmu Skype za 8,5 milijardi dolara u svojoj najvećoj akviziciji do tada.
Od 2013. godine, Microsoft je dominantan na tržištu operativnih sistema koji su kompatibilni sa IBM PC-em, kao i uređivačkih softverskih paketa (Microsoft Office). Kompanija takođe proizvodi širok spektar drugih programa za desktope i servere, te je aktivan u područjima internetske pretrage (Bing), industrije video-igara (Xbox, Xbox 360, Xbox One i Xbox Series X/S), digitalnih servisa (MSN), te na tržištu mobilnih telefona (Windows Phone). U junu 2012, Microsoft je ušao na tržište ličnih računara po prvi put pokretanjem serije tableta Microsoft Surface.
Sa akvizicijom uređaja i servisa odeljenja preduzeća Nokia radi formiranja brenda Microsoft Mobile, kompanija ulazi na tržište pametnih telefona, nakon prethodnog pokušaja projektom Microsoft Kin, koji je okončan nakon akvizicije firme Danger Inc.

## Istorija

### 1972–83: Osnivanje i početak
Pol Alen i Bil Gejts, prijatelji iz detinjstva sa strašću za računarskim programiranjem, tražili su priliku da naprave uspešan posao koristeći deljene veštine. Godine 1972. oni su osnovali svoju prvu kompaniju Traf-O-Data, koja je nudila rudimentarne računare koji su pratili i analizirali automobilske podatke. Alen je otišao da studira računarstvo na Univerzitetu u Vašingtonu, a kasnije se ispisao da bi radio u Honeywell-u. Gejts je počeo studije na Harvardu. Članak magazina Popular Electronics u januaru 1975. godine opisivao je MITSov Altair 8800 mikroračunar. Alen je dao sugestiju da bi mogli programirati bejsik prevodilac za uređaj, a nakon poziva Gejtsa koji je tvrdio da ima prevodilac koji radi, MITS je zahtevao demonstraciju. Pošto oni nisu imali isti, Alen je radio na simulatoru za Altair dok je Gejts razvijao prevodioca. Iako su razvili prevodioca na simulatoru, a ne na stvarnom uređaju, prevodilac je radio besprekorno kada su ga demonstrirali za MITS-u u gradu Albukerki, Novi Meksiko u martu 1975; MITS se složio da ga distribuiraju i marketinški ga označe kao Altair bejsik. Alen i Gejts su zvanično osnovali Majkrosoft, 4. aprila 1975. godine, sa Gejtsom kao glavnim izvršnim direktorom (engl. CEO). Alen je došao na ideju sa originalnim imenom „Micro-Soft,” kombinacijom reči mikroprocesor i softver, kako se navodi u članku iz 1995. godine Fortune magazina. U avgustu 1977. godine kompanija je sklopila sporazum sa ASCII Magazine-om u Japanu, što je uzrokovalo osnivanjem njihovog prvog međunarodnog ureda, „ASCII Majkrosoft”. Kompanija se premestila na novu lokaciju u Belvju u januaru 1979. godine.
Majkrosoft je ušao na tržište operativnih sistema 1980. godine sa svojom verzijom Juniksa, zvanim Heniks. Ipak, MS-DOS je taj koji je učvrstio dominantnost kompanije. Posle propalih pregovora sa kompanijom Digital Research, IBM je sklopio ugovor sa Majkrosoftom u novembru 1980. godine za omogućavanje verzije operativnog sistema CP/M, koji je podešen za korištenje u nadolazećem IBM-ovom računaru. Za ovaj ugovor, Majkrosoft je kupio CP/M klon nazvan 86-DOS od kompanije Seattle Computer Products, brendirajući ga kao MS-DOS, kojeg je kasnije IBM rebrendirao u PC DOS. Prateći izdavanje IBM PC-a u augustu 1981. godine, Majkrosoft je zadržao autorska prava za MS-DOS. Pošto je IBM autorski zaštitio IBM PC BIOS, druge kompanije su morale uraditi „obrnuto inženjerstvo” u cilju da se hardver koji nije IBM-ov pokreće kao IBM PC kompatibilan, ali nijedna takva restrikcija se nije primenjivala na operativne sisteme. Zbog različitih faktora, kao npr. MS-DOS-ove dostupne softverske selekcije, Majkrosoft je na kraju postao vodeći proizvođač operativnih sistema za lične računare. Kompanija se proširila na nova tržišta sa izdavanjem Majkrosoft Mausa 1983. godine, kao i na izdavačko odeljenje zvano Majkrosoft Press. Pol Alen je odustao od Majkrosofta u februaru nakon otkrivanja Hodžkinove bolesti.

### 1984–94: Windows i ofis
Dok je istovremeno razvijao novi operativni sistem sa IBM-om 1984. godine, OS/2, Majkrosoft je izdao Windows, grafičku ekstenziju za MS-DOS, 20. novembra 1985. Majkrosoft je preselio svoje sedište u Redmond, 26. februara 1986, te je 13. marta preduzeće postalo javno; pri rastu na berzi napravljene su procene od 4 milijardera i 12.000 milionera među Majkrosoftovim zaposlenicima. Zbog partnerstva sa IBM-om 1990. godine, Federalna trgovinska komisija usmerila je pažnju na Majkrosoft zbog mogućeg dosluha; to je označilo početak preko deceniju dugih zakonskih sukoba sa vladom SAD-a. Majkrosoft je izdao svoju verziju sistema OS/2 za original equipment manufacturers (OEM-ovi) 2. aprila 1987; u međuvremenu, kompanija je radila na 32-bitnom operativnom sistemu, Microsoft Windows NT, koristeći ideje iz OS/2; koji je došao 21. jula 1993, sa novim modularnim kernelom i Win32 aplikativnim programskim interfejsom (API), praveći jednostavniji porting sa 16-bitnog (baziranog na MS-DOS-u) Windows-a. Kada je Majkrosoft informisao IBM u vezi sa NT-om, OS/2 partnerstvo je prekinuto.
Godine 1990, Majkrosoft je predstavio svoj uređivački paket, Majkrosoft ofis. Softver je objedinjavao odvojene uređivačke aplikacije za produktivnost, poput Majkrosoft vorda i Majkrosoft eksela. Dana 22. maja, Majkrosoft je pokrenuo Windows 3.0 sa aerodinamičnom grafikom korisničkog interfejsa i poboljšanim mogućnostima zaštićenog načina rada za Intel 386 procesore. I ofis i Windows postali su dominantni u svojim područjima. Novell, konkurent Vordu iz perioda 1984–1986, podneo je tužbu godinu dana kasnije tvrdeći da je Majkrosoft ostavio deo svojih API bez dokumentacije kako bi stekao konkurentsku prednost.
Dana 27. jula 1994, odeljenje pravosuđa SAD-a, odeljenje za sprečavanje monopola uknjižilo je Izjavu konkurentskog uticaja koja govori: „S početkom 1988. godine i nastavkom do 15. jula 1994. godine, Majkrosoft je inducirao većinu OEM-ova radi pokretanja protivkonkurentskih licenci „po procesoru”. Pod licencama „po procesoru”, OEM plaća Majkrosoftu naknadu za licencu (tantijeme) za svaki računar koji proda, a koji sadržava određeni mikroprocesor, bilo da OEM prodaje računar sa Majkrosoftovim operativnim sistemom ili ne. U učinku plaćanje licencnih naknada Majkrosoftu kada Majkrosoftov proizvod nije korišten smatra se globom, ili taksom, na OEM-ovo korištenje računarskog PC operativnog sistema. Od 1988. godine, Majkrosoftova upotreba licenci „po procesoru” je povećana.”

### 1995–2005: Internetska 32-bitna era
Prateći Bil Gejtsov interni „Internet Tidal Wave memo” 26. maja 1995. godine, Majkrosoft je počeo redefinisati svoje ponude i širiti svoje proizvodne linije u računarskom umrežavanju i Vebu. Kompanija je izdala Windows 95 24. augusta 1995. godine, ističući „multitasking-po-prioritetu”, potpuno novi korisnički interfejs sa Novelovom start tipkom, te 32-bitnom kompatibilnošću; jednaku sa NT-om koja je omogućavala Win32 API. Windows 95 je došao uvezan sa Onlajn servisima MSN i, za OEM-ove, Internet Eksplorerom. Internet Eksplorer nije bio uvezan sa retail Windows 95 kutijama jer su kutije bile printane pre nego je tim završio internetski preglednik, te je umesto toga bio uključen u „Windows 95 Plus!” paket. Granajući se na novo tržište u 1996. godini, Majkrosoft i NBC Universal kreirali su novu 24/7 kablovsku TV-stanicu za vesti, MSNBC. Majkrosoft je napravio Windows CE 1.0, novi operativni sistem dizajniran za uređaje s malom memorijom i ostalim ograničenjima, poput ličnog digitalnog asistenta. U oktobru 1997, odeljenje pravosuđa upisao je kretanje u Federalni sud distrikta, tvrdeći da je Majkrosoft prekršio sporazum potpisan 1994. godine i zatražio od suda da zaustavi uvezivanje Internet Eksplorera sa Windows-om.
Bil Gejts je predao poziciju generalnog direktora (CEO) 13. januara 2000. godine Stivu Balmeru, Gatesovom starom prijatelju sa koledža i zaposleniku Majkrosofta od 1980. godine, praveći novu poziciju za sebe kao Chief Software Architect (srp. šef-arhitekt softvera). Različite kompanije uključujući i Majkrosoft formirale su savez Trusted Computing Group u oktobru 1999. godine da, između ostalog, povećaju sigurnost i zaštite intelektualno vlasništvo kroz prepoznavanje izmena u hardveru i softveru. Kritičari opisuju savez kao način pojačanja diskriminirajućih ograničenja oko toga kako korisnici koriste softver, te oko toga kako se računari ponašaju – kao oblik digitalnog upravljanja pravima; na primer, scenario gde računar nije samo osiguran za svog vlasnika, nego osiguran i protiv njega takođe. Dana 3. aprila 2000. godine, pala je presuda u slučaju Sjedinjene Države protiv Majkrosofta, nazivajući kompaniju „zloupotrebni monopol”; Majkrosoft se izmirio su se sa pravosuđem SAD-a 2004. godine. Dana 25. oktobra 2001. godine, Majkrosoft je izdao Windows Iks-Pe, spajajući uobičajene i NT linije pod NT kodnom bazom. Kompanija je izdala i Xbox kasnije iste godine, ulazeći na tržište igračih konzola kojim su dominirali Soni i Nintendo. U martu 2004. Evropska unija je donela zakonski akt protiv kompanije, navodeći da je zloupotrebila svoju dominantnost sa Windows-om, što je uzrokovalo presudu od 497 miliona eura (613 miliona dolara) i zahtevanje novih verzija Windows-a XP bez programa za medije Windows media plejera, zvane Windows Iks-Pe houm edišn N i Windows Iks-Pe profešnal N.

### 2006–10: Windows vista, mobajl i Windows 7
Sledeća verzija Windows-a, Windows vista, izdata je u januaru 2007, a fokusirana je na mogućnosti, sigurnost i modifikovan korisnički interfejs zvani Windows Aero. Majkrosoft ofis 2007, izdat istovremeno, isticao je „trakasti” korisnički interfejs koji je bio značajna razlika u odnosu na prethodnike. Relativno dobre prodaje oba proizvoda pomogla su ostvarenje rekordnog profita u 2007. godini. Evropska unija je donela novu presudu s kaznom od 899 miliona evra (1,4 milijarde dolara) jer se Majkrosoft nije pridržavao presude iz marta 2004. godine. Dana 27. februara 2008. godine, tvrdilo se da je kompanija oštetila konkurente neprimerenim cenama radi ključnih informacija o njihovim workgroup i backofis serverima. Majkrosoft je tvrdio da je sve u skladu s ugovorom i da „...ove kazne vezane za prošle probleme koji su već odavno rešeni”.
U 2007. godini takođe Majkrosoft je napravio višejezgrenu jedinicu u Majkrosoftu, prateći korake serverskih kompanija Sun Microsystemsa i IBM-a.
Bil Gejts se penzionisao sa svoje uloge šefa-arhitekte softvera 27. juna 2008. godine, dok je zadržao ostale pozicije vezane za kompaniju u ostajući kao savetnik kompanije na ključnim projektima. Projekat Azure Servisi Platform, ulazak kompanije na cloud computing tržište za Windows, počeo je 27. oktobra 2008. godine. Dana 12. februara 2009. godine, Majkrosoft je izjavio težnju za otvaranjem lanca Majkrosoftovih Stora, te je 22. oktobra 2009.. godine prvi retail Majkrosoft Stor otvoren u Scottsdaleu, Arizona; isti dan kad je Stor otvoren, Windows 7 je zvanično izdat u javnost. Fokus Windows-a 7 je bio na doterivanju Viste sa mogućnostima lakim za korišćenje i poboljšanjima opštih performansi, umesto ogromnog rada na Windows-u.
Kako se industrija pametnih telefona raširila počevši 2007. godine, Majkrosoft se borio da prati stope konkurenata Applea i Gugla u omogućavanju modernih operativnih sistema za pametne telefone. Kao rezultat, 2010. godine, Majkrosoft je izmenio svoj stari mobilni operativni sistem, Windows mobajl, zamenjujući ga novim Windows fon OS-om; zajedno s novom strategijom u industriji pametnih telefona koju je Majkrosoft radio u saradnji s proizvođačima pametnih telefona, poput Nokije, te omogućio konzistentno korisničko iskustvo širom svih platformi pametnih telefona koji koriste Majkrosoftov Windows fon OS. Koristio je novi jezik dizajna za korisnički interfejs, kodnog naziva „Metro”, koji je koristio jednostavne oblike, tipografiju i ikonografiju, kao i koncept minimalizma.
Majkrosoft je osnivajući član fondacije otvorenog umrežavanja započete 23. marta 2011. Ostale osnivajuće kompanije uključuju Gugl, HP Networking, Yahoo!, Verizon, Deutsche Telekom i 17 drugih kompanija. Neprofitna organizacija je fokusirana na pružanju podrške za novu cloud computing inicijativu nazvanu Software-Defined Networking. Inicijativa teži ubrzati inovacije kroz jednostavne softverske izmene u telekomunikacijskim mrežama, bežičnim mrežama, podatkovnim centrima i drugim mrežnim područjima.

### 2011–danas: Rebrendiranje, Windows 8, Surfejs i Nokija uređaji
Prateći izdavanje Windows fona, Majkrosoft je podvrgnut postepenom rebrendiranju svojih prizvoda kroz preduzetne logotipove (2011. i 2012. godina), proizvode, servise, te veb-sajtove adaptirajući principe i koncepte Metro dizajna. Majkrosoft je prikazao Windows 8, operativni sistem dizajniran za upotrebu na ličnim i tablet računarima, u Taipei-ju u junu 2011. godine. Predstava za programere je bila 13. septembra, a sistem je zamenjen korisničkom predstavom 29. februara 2012. Dana 31. marta 2012. godine, predstavljena je prikazna verzija.
Dana 18. juna 2012, Majkrosoft je otkrio Majkrosoft Surfejs, prvi računar u istoriji kompanije koji je imao hardver kojeg je napravio Majkrosoft. Dana 25. juna, Majkrosoft je platio 1,2 milijardi dolara za kupovinu društvene mreže Yammer. Dana 1. jula 2012, Majkrosoft je pokrenuo Outlook.com vebmail servis radi konkurencije sa Džimejlom. Dana 4. septembra 2012, Majkrosoft je izdao Windows server 2012. Dana 1. oktobra, Majkrosoft je predstavio nameru za pokretanjem operacije novosti, deo novog MSN-a, u vreme pokretanja Windowa 8 kasnije u mesecu. Dana 26. oktobra 2012, Majkrosoft je pokrenuo Windows 8 i Majkrosoft Surfejs. Tri dana kasnije, Windows fon 8 je izdat. Da bi se nosili sa potencijalom za povećanjem u potrazi za proizvodima i servisima, Majkrosoft je otvorio veliki broj „dopusnih spremišta” širom SAD-a radi nadomeštanja rastućeg broja Majkrosoft skladišta koja su otvorena u 2012. godini.
Dana 29. marta 2013, Majkrosoft je pokrenuo Patent Tracker. Kinect senzorski uređaj je nadograđen na 2013 izdanje 8. generacije Xbox One, a njegove mogućnosti su otkrivene u maju 2013. Novi Kinect koristi ultra-široku 1080px kameru, može raditi u mraku korištenjem infracrvenog senzora, ima snažan procesor i novi softver, razlikuje blage pokrete (kao pokreti prstima), te može odrediti korisnikov puls gledanjem u njegovo/njeno lice. Majkrosoft je potpisao patent aplikaciju u 2011. godini koja sugerira da kompanija može koristiti Kinect sistem kamera za praćenje ponašanja gledalaca televizije kao deo plana pravljenja prikaznog iskustva aktivnijim. Dana 19. jula 2013, Majkrosoft deonice su pretrpile svoj jednodnevni procentni sell-off od 2000. godine nakon što je njihov kvartalni izveštaj povećao brige među investitorima slabog pokazivanja Windows-a 8 tableta surfejs; sa više od 11% opadajućih poena Majkrosoft je pretpreo gubitak veći od 32 milijarde dolara. Za 2010. fiskalnu godinu, Majkrosoft je imao pet proizvodnih odeljenja: Windows, Server and Tools, Onlajn Servisi, Majkrosoft Business, te Entertainment and Devices.
- Xbox One konzola
- Xbox 360 Kinekt senzor

Dana 3. septembra 2013, Majkrosoft je kupio mobilnu jedinicu Nokije za 7 milijardi dolara. takođe 2013, Amy Hood postala je CFO Majkrosofta.
Alijansa za isplatniji internet (A4AI) je pokrenuta u oktobru 2013. godine. I Majkrosoft je deo koalicije javnih i privatnih organizacija koja takođe uključuje Fejsbuk, Intel i Gugl. Vođena od strane Tim Berners-Leeja, A4AI teži napraviti internetski pristup isplativijim tako da je pristup raširen u zemljama razvoja, gde je samo 31% stanovnika umreženo. Gugl će pomoći sniziti cene pristupa internetu tako da će one pasti ispod težnji UN Broadband Commission-a od 5% mesečnog prihoda.
U julu 2013. godine Majkrosoft je objavio da će preurediti posao u četiri nova poslovna odeljenja po funkciji: Operativni sistemi, Aplikacije, Cloud i Uređaji. Sva prethodna odeljenja će biti prebačena u nova odeljenja bez smanjenja radne snage.
Dana 4. februara 2014, Stiv Balmer je sišao sa pozicije CEO-a Majkrosofta kojeg je nasledila Satija Nadela, a koja je prethodno vodila odeljenja Cloud i Enterprise. Isti dan, Džon V. Tompson preuzeo je ulogu šefa, kada je Bil Gejts sišao sa pozicije da bi postao aktivniji unutar kompanije kao tehnološki savetnik.
Dana 25. aprila 2014, Majkrosoft je preuzeo Nokija divajsis end servisis, te napravio brend Majkrosoft mobajl Oj.
Dana 15. septembra 2014, Majkrosoft je preuzeo razvojnu kompaniju videoigara Mojang za 2,5 milijardi dolara, najpoznatiju po svojoj popularnoj igrici Majnkraft.

## Poslovi

### Windows odeljenje, Server i Alatke i Onlajn Servisi
odeljenje kompanije prizvodi Windows OS liniju poput Windows 8; takođe proizvodi Windows lajv porodicu proizvoda i servisa. Server and Tools odeljenje proizvodi serverske verzije Windows-a, poput Windows server 2008 R2 kao i set razvojnih alata zvanih Microsoft Visual Studio, Microsoft Silverlight, veb aplikativno okruženje, te Sistemski centar upravljačke konfiguracije – kolekcija alata koji omogućavaju kontrolu s udaljenosti, upravljanje patchevima, softverskim distribucijama i hardverski/softverski inventar. Ostali serverski proizvodi uključuju: Microsoft SQL Server – sistem upravljanja relacionom bazom podataka, Microsoft Exchange, za određene poslovno orijentisane imejl i rasporedne mogućnosti, Windows server za mali biznis, za poruke i ostale male poslovno-orijentisane mogućnosti; te Microsoft BizTalk Server, za poslovno procesno upravljanje.
Majkrosoft omogućava IT konsalting („Microsoft Consulting Service”) i proizvodi set certifikacijskih programa kojima upravlja odeljenje Server and Tools napravljeno da prepozna pojedince koji imaju minimalne veštine u specifičnoj ulozi; ovo uključuje programere („Microsoft Certified Professional”), sistemske/mrežne analitičare („Microsoft Certified Solutions Expert”), trenere („Microsoft Certified Professional”) te administratore („Microsoft Certified Systems Administrator” i „Microsoft Certified Database Administrator”). Microsoft Press, koji objavljuje knjige, takođe upravlja ovo odeljenje. Online Service Business odeljenje upravlja mrežnim servisom MSN i pretraživačkom stranicom Bing. Od decembra 2009. kompanija takođe poseduje 18% vlasništva kablovskog kanala za vesti MSNBC bez ikakve izmenjivačke kontrole; ipak, odeljenje upravlja veb–sajtom kanala, msnbc.com, u zajedničkom upravljanju sa suvlasnikom kanala, firmom NBC Universal.

### Poslovno odeljenje
Majkrosoft poslovno odeljenje proizvodi Majkrosoft ofis uključujući Majkrosoft ofis 2010, liniju uređivačkog softvera. Softverski proizvod uključuje vord (uređivač teksta), akses (program za upravljanje relacijskim bazama podataka), eksel (uređivač tabela), autluk (kolaboracijski softver, često korišten sa Exchange Serverom), pauerpoint (prezentacijski softver), pablišer (izdavački softver) i šerpoint. Broj drugih proizvoda je dodat kasnije s izdavanjem ofisa 2003 uključujući vizio, prodžekt, mep point, infopet i van nout. Odeljenje takođe razvija ERP softver za kompanije pod brendom Majkrosoft dinamike. Oni uključuju: Majkrosoft dinamika AX, Majkrosoft dinamika NAV, Majkrosoft dinamika GP, te Majkrosoft dinamika SL. Oni su usmereni na različite tipove kompanija i zemalja, i ograničene za organizacije koje imaju manje od 7.500 zaposlenih. takođe pod brendom Dynamics je i softver Majkrosoft Dynamics CRM, deo Azure Servisi Platforme.

### Odeljenje za zabavu i uređaje
Odeljenje za zabavu i uređaje proizvodi Windows CE za uvezane sisteme i Windows fon za pametne telefone. Majkrosoft je sprva ušao na tržište mobitela kroz Windows CE za ručne uređaje, eventualno razvijajući ga u Windows mobajl OS i sada, Windows fon. Windows CE je dizajniran za uređaje gde OS ne mora direktno biti vidljiv krajnjem korisniku, naročito, uređajima i automobilima. Odeljenje takođe proizvodi računarske igre, preko svoje izdavačke kuće Majkrosoft Studios, koje se pokreću na Windows ličnim računarima i ostalim sistemima uključujući naslove poput Age of Empires, Halo i Majkrosoft Flight Simulator, i kuće Macintosh Business Unit koja proizvodi softver za Mac OS uključujući Majkrosoft ofis 2011 for Mac. Majkrosoftovo odeljenje za zabavu i uređaje dizajnira, prodaje i proizvodi korisničku elektroniku uključujući Xbox 360 igraču konzolu, ručni medijski program Zune, te MSN TV. Majkrosoft takođe prodaje lični računarski hardver uključujući miš, tastaturu, te razne igrače kontrolere poput joysticka i gamepada.

## Kultura
Tehničke reference za programere i članci za razne Majkrosoftove magazine, kao što je npr. Majkrosoft Systems Journal (MSJ), dostupni su kroz Majkrosoft Developer Network (MSDN). MSDN takođe nudi pretplate za kompanije i individualce, te skuplje pretplate često nude pristup beta predizdavačkim verzijama Majkrosoftovog softvera. U aprilu 2004, Majkrosoft je pokrenuo društveni sajt za programere i korisnike, nazvan Channel 9, koji omogućava viki i internetski forum. Naredni društveni sajt koji omogućava dnevne video–snimke i ostale servise, On10.net, pokrenut je 3. marta 2006. godine. Besplatna tehnička podrška je tradicionalno omogućena kroz internetske Usenet grupe novosti, te CompuServe ranije, koje su pratili zaposlenici Majkrosofta; može postojati više novinskih grupa za jedan proizvod. Ljudi pomoćnici mogu biti odabrani od strane zaposlenika Majkrosofta za MVP status (Most Valuable Professional), što im daje vrstu posebnog društvenog statusa i mogućnosti za nagrade i ostale koristi.
Poznat zbog svog internog rečnika, izraz „jesti našu vlastitu psećju hranu“ se koristi za opis politike korištenja predizdatih i beta verzija proizvoda unutar Majkrosofta u težnji testiranja istih u stvarnim situacijama. Ovo je obično skraćeno na samo „pseća hrana“, te se koristi kao imenica, glagol ili pridev. Drugi deo žargona, „FYIFV“ ili „FYIV“ („Fuck You, I'm [Fully] Vested”), takođe koriste zaposlenici da kažu kako su finansijski nezavisni i da mogu izbeći rad kad god žele. Kompanija je takođe poznata po svojim procesima zapošljavanja, u ostalim organizacijama poznato kao „Majkrosoft intervju”, koje je notorno zbog „bezveznih“ pitanja, poput „Zašto je šaht–poklopac okrugao?”.
Majkrosoft je javni protivnik ograničenja H1B viza, koja dopušta kompanijama u SAD da zaposle određene strane radnike. Bil Gejts tvrdi da ograničenje sa H1B vizama pravi poteškoće kompaniji pri zaposlenju ljudi, izjavljujući „Ja bih se sigurno rešio H1B ograničenja!” 2005. godine. Kritičari H1B viza tvrde da opuštanje granica može rezultirati u povećanoj nezaposlenosti građana SAD–a jer H1B radnici rade za manje plaće. Human Rights Campaign Corporate Equality Index, izveštaj o tome kako se organizacije odnose prema LGBT zaposlenicima (lezbijke, homoseksualci, biseksualci i transseksualci), rangirao je Majkrosoft sa 87% od 2002. do 2004. godine, te sa 100% od 2005. do 2010. godine, nakon što su dozvolili spolno izražavanje.

## Kritike
Kritike na račun Majkrosofta pratile su kompaniju od početka postojanja zbog različitih aspekata njenih proizvoda i praksi posla. Jednostavnost korištenja, stabilnost, te sigurnost softvera kompanije su opći ciljevi kritičara. Nedavno, trojanski konji i ostale „rupe“ zahvatali su veliki broj korisnika zbog grešaka u sigurnosti Microsoft Windows-a i ostalih programa. Majkrosoft je takođe optuživan zbog zaključavanja proizvođača u svoje proizvode, te nedopuštanja praćenja i udovoljavanja postojećih standarda u svom softveru.
Kompanija je bila u raznim suđenjima od strane nekoliko vlada i ostalih kompanija zbog nezakonitih monopolističkih dela. U 2004. godini, Evropska unija proglasila je Majkrosoft krivim u slučaju o nepoverenju. Dodatno, Majkrosoftova EULA za neke njihove programe je često kritizirana da je preograničavajuća kao i protiv softvera otvorenog koda.
Majkrosoft je bio kritiziran (zajedno sa Jahu–om, AOL–om, Gugl–om i ostalim) zbog umešanosti u cenzuri u NR Kini. Majkrosoft je takođe došao pod kritiku za offshoring poslova za Kinu i Indiju. Postojali su izveštaji o lošim radnim uvetima u fabrici u južnoj Kini koja proizvodi neke od Majkrosoftovih proizvoda.

## Preduzetničke afere
Kompaniju pokreće odbor direktora kreiran većinom od autsajdera, kao što je opcionalno za javne trgovinske kompanije. Članovi odbora od septembra 2014. su: Džon V. Tompson, Dina Dublon, Bil Gejts, Marija Klejv, Dejvid Markart, Mejson Morfit, Satja Nadela, Čarls Noski, Helmut Panke i Džon V. Stanton. Članovi odbora se biraju svake godine na godišnjem mitingu deoničara po principu većine. Postoji pet komiteta unutar odbora koji nadgledaju specifične oblasti. Ovi komiteti uključuju Audit Committee, koji upravlja problemima računovodstva kompanije uključujući izveštavanje i prijavljivanje; Compensation Committee, koji dopušta kompenzaciju za CEO i ostale uposlenike kompanije; Finance Committee, koji upravlja finansijskim stvarima poput predlaganja sedinjenja i akvizicija; Governance and Nominating Committee, koji upravlja raznim preduzentnim zadacima uključujući nominiranje odbora; te Antitrust Compliance Committee, koji teži sprečiti praksu kompanije od kršenja zakona o nepoverenju.
Kada je Majkrosoft krenuo javno i pokrenuo svoju početnu javnu ponudu (IPO) 1986. godine, početna cena deonice bila je 21 dolara; nakon dana kupovine, cena je stala na 27,75 dolara. Od jula 2010, sa kompanijinih devet razdvojenih deonica, bilo koja IPO deonica bila bi umnožena 288 puta; ako bi jedan kupio IPO danas i ako se uzmu u obzir deljenja i ostali faktori, koštalo bi oko 9 centi.‍:235–236 Cena deonice je imala najveću vrednost 1999. godine sa oko 119 dolara (60,928 dolara prilagođeno za podele deonica). Kompanija je počela nuditi dividendu 16. januara 2003. godine počevši s osam centi po deonici za fiskalnu godinu praćenu sa dividendom od šesnaest centi po deonici naredne godine, prelazeći sa godišnjih na kvartalne dividende 2005. godine sa 8 centi po deonici za kvartal i specijalnom jednodnevnom isplatom od 3 dolara po deonici za drugi kvartal fiskalne godine. Iako je kompanija imala naknadne poraste u isplatama dividendi, cena Majkrosoftove deonice ostala je konstantna godinama.
Jedna od strategija posla Majkrosofta, opisano od strane direktora kao „embrace, extend and extinguish,” isprva prihvati konkurentni standard ili proizvod, onda ga proširi i proizvede vlastitu verziju koja je kasnije nekompatibilna sa standardom, što vremenom porazi konkurenciju jer ne može koristiti novu Majkrosoftovu verziju. Razne kompanije i vlade tužile su Majkrosoft zbog ovog niza taktika, što je rezultiralo milijardama dolara u prekršajima protiv kompanije. Majkrosoft tvrdi da originalna strategija nije protivkonkurentna, nego radije vežba njihove diskrecije da implementira mogućnosti za koje veruje da ih kupci žele.

### Finansije
Standard and Poor's i Moody's dali su AAA rangiranje Majkrosoftu, čija je imovina procenjena na 41 milijardi dolara u usporedbi sa samo 8,5 milijardi dolara u neosiguranom dugovanju. Kao posledica, u februaru 2011. godine Majkrosoft je lansirao preduzetnu obveznicu sa cifrom do 2,25 milijardi dolara sa relativno niskim posuđivačkim nivoima u usporedbi sa vladinim.
Po prvi put u 20 godina, kompanija Apple Inc. je prestigla Majkrosoft u Q1 2011. godine kvartalnim profitima i prihodima zbog usporenja u prodajama računara i nastavka velikih gubitaka u Majkrosoftovom odeljenju za mrežne servise (koje sadrži pretraživačku mašinu Bing). Majkrosoftov profit bio je 5,2 milijardi dolara, dok je profit Epla Inc. bio 6 milijardi dolara, dok su operativni prihodi bili 14,5 milijardi i 24,7 milijardi dolara, redom.
Majkrosoftovo odeljenje za mrežne servise je neprestano pravilo gubitke od 2006. i u Q1 2011. izgubilo je 726 miliona dolara. Ovo prati gubitak od 2,5 milijardi dolara za 2010. godinu.
Dana 20. jula 2012, Majkrosoft je objavio svoj prvi kvartalni gubitak ikada, bez obzira na rekordne prihode za kvartale i fiskalne godine, sa novim neto gubitkom od 492 miliona dolara zbog bilješke vezane za reklamnu kompaniju aQuantive, koja je bila preuzeta za 6,2 milijarde dolara u 2007. godini.
Od januara 2014, Majkrosoftova tržišna kapitalizacija stoji na 314 milijardi dolara, bivajući 8. najveća kompanija u svetu po tržišnoj kapitalizaciji.

### Okruženje
Tokom 2011. godine, grinpis je objavio izveštaj rangirajući prvih deset velikih brendova u cloud kompjutingu u vezi s izvorima elektriciteta za njihove podatkovne centre. U to vreme, podatkovni centri koristili su do 2% ukupnog globalnog elektriciteta i ovaj iznos je projektiran radi povećanja. Phil Radford iz Grinpisa rekao je „mi smo zabrinuti da nas ova nova eksplozija u korištenju elektriciteta može zaključati u stare, zagađivačke izvore energije umesto čiste energije dostupne danas,” te prozvao Amazon, Majkrosoft i ostale lidere industrije informacione tehnologije da mora prihvatiti čistu energiju radi napajanja svojih cloud podatkovnih centara. U 2013. godini, Majkrosoft se složio za kupovinu energije koju pravi Texas wind project da napaja jedan od svojih podatkovnih centara.
Majkrosoft je rangiran 17. mestom u grinpisovom vodiču za zeleniju elektroniku (16. izdanje) koje rangira 18 elektronskih proizvođača prema njihovoj politici prema otrovnim hemikalijama, reciklaži i klimatskim promenama. Majkrosoftov glavni kampus u SAD-u dobio je srebrni certifikat od LEED programa 2008. godine, te instalirao preko 2.000 solarnih panela na vrh svojih zgrada u svom kampusu u Silikonskoj dolini, praveći približno 15% ukupne energije potrebne za postrojenja u aprilu 2005.
Majkrosoft koristi alternativne oblike transporta. Kreirao je jedan od najvećih svetskih privatnih autobuskih sistema, „Connector”, da transportuje ljude izvan kompanije; za transport na kampusu, „Shuttle Connect” koristi veliku flotu hibridnih automobila da bi sačuvao gorivo. Kompanija takođe zamenjuje regionalni javni prevoz kao podsticaj. U februaru 2010. godine, ipak, Majkrosoft je stao protiv dodavanja dodatnog javnog prevoza i visokozaposlenih vozila (HOV) za most koji povezuje Redmond sa Sijetlom; kompanija nije htela odužiti s konstrukcijom nimalo.
Majkrosoft je rangiran brojem 1 na spisku svetskih najboljih multinacionalnih radnih mesta od strane Great Place to Work Institute 2011. godine.

### Marketing
U 2004. godini, Majkrosoft je naručio istraživačke kompanije da urade nezavisne studije vezane za ukupni trošak vlasništva (TCO) sistema Windows server 2003 u poređenju sa Linuxom; zaključeno je da su kompanije spoznale da je Windows jednostavniji za administrirati od Linuxa, te oni koji koriste Windows administriraju brže što rezultira u manjim troškovima za njihovu kompaniju (npr. niži TCO). Ovo je izazvalo talas povezanih studija; studija od strane Yankee Group zaključila da nadogradnja sa jedne verzije Windows servera na drugu košta djelić prelaznog troška Windows servera na Linux, ipak kompanije koje su anketirane napomenule su da je povećana siugurnost i pouzdanost Linuxovih servera i brinu se o bivanju zaključanim u korištenje proizvoda Majkrosofta. Druga studija, koju je izdao Open Source Development Labs, tvrdila je da su Majkrosoftove studije „jednostavno zastarele i jednostrane” i njihova anketa je zaključila da je TCO Linuxa bio niži jer administratori Linuxa upravljaju većim brojem servera uopće i zbog ostalih razloga.
Kao deo kampanje „Uzmi činjenice”, Majkrosoft je osvetleo .NET trgovinsku platformu koju je razvio u partnerstvu sa Accenture za Londonsku berzu (LSE), tvrdeći da je omogućavala dostupnost pet devetki”. Nakon produženog prekida i nepouzdanosti LSE je objavila 2009. godine da je planirala izbaciti Majkrosoftovo rešenje i prebaciti se na rešenje zasnovano na Linuxu 2010. godine.
Tokom 2012. godine, Majkrosoft je zaposlio političkog anketara, Marka Penna, koga Njujork tajms opisuje da kao „poznatog po ucenjivanju” njegovih političkih rivala kao Executive Vice-President, reklame i strategija. Penn je kreirao serije negativnih reklama ciljajući na jednog od Majkrosoftovih glavnih suparnika, Gugla. Reklama, nazvana „Scroogled”, teži napraviti slučaj da Gugl „zeza“ korisnike pretraživačkim rezultatima koji teže pokazati Guglove sponzore, kojima Džimejl ugrožava privatnost svojih korisnika postavljanjem reklamnih rezultata vezanih za sadržaje korisničke pošte i kupovine koji favoriziraju Guglove proizvode. Tehnološke publikacije poput Tech Crunch bile su visoko kritične zbog reklamne kampanje, dok su to Guglovi zaposlenici ipak dobro prihvatili.

### Otpuštanja
U julu 2014. godine, Majkrosoft je objavio planove za otpuštanje 18.000 zaposlenika. Majkrosoft je zapošljavao 127.104 osobe do 5. juna 2014, praveći ovu oko 14% redukciju radne snage najvećim otpuštanjem ikada. To uključuje 12.500 stručnjaka i fabričkih radnika. Prethodno, Majkrosoft je ukinuo 5.800 radnih mesta 2009. godine prilikom tadašnje finansijske krize u SAD-u.
U septembru 2014, Majkrosoft je otpustio 2.100 ljudi, uključujući 747 osoba u području Seattle-Redmond, gde je kompanija smeštena. Otkazi su došli kao drugi talas privremenih otpuštanja koji su prethodno najavljeni. Ovo donosi ukupan broj 15.000 od 18.000 očekivanih „rezanja”.

### Saradnja sa vladom Sjedinjenih Država
Majkrosoft omogućava informacije o prijavljenim greškama ((језик: енглески)) u njihovom softveru prema inteligentnim agencijama SAD-ove vlade, pre nego izbace javnu verziju popravke. Majkrosoftov glasnogovornik izjavio je da kompanija pokreće nekoliko programa koji upravljaju deljenjem takvih informacija sa vladom SAD–a.
Prateći prijave medija o PRISM-u, NSA-ov masivni elektronski nadzorni program, u maju 2013, nekoliko tehnoloških kompanija su identificirane kao učesnici, uključujući i Majkrosoft. Prema informacijama koje su procurile o ovom programu, Majkrosoft se priključio programu PRISM u 2007. godini. Ipak, u junu 2013, službena izjava od Majkrosofta osporila je njihovo učesništvo u programu:
Mi omogućavamo korisničke podatke samo kada dobijemo pravni nalog da uradimo tako, a nikada na dobrovoljnoj bazi. U dodatku mi se samo slažemo sa naredbama za zahteeve o specifičnim računima ili identifikatorima. Ako vlada ima širi dobrovoljni nacionalni sigurnosni program radi prikupljanja korisničkih podataka, mi ne učestvujemo u takvom.
Tokom prvih šest meseci u 2013. godini, Majkrosoft je dobio zahteve u vezi s 15.000 do 15.999 naloga. Majkrosoft je tražio od Kogresa SAD–a da treba preduzeti jake regulacije privatnosti da zaštiti korisničke podatke.

### Logotip
Majkrosoft je prihvatio takozvani „Pac-Man Logo”, kojeg je dizajnirao Scott Baker 1987. godine. Baker je tvrdio da „Novi logo, u fontu Helvetica kurzivnog tipa, ima kosinu između slova o i s pojačava „meki” deo imena i pokazuje kretanje i brzinu.” Dave Norris pokrenuo je kampanju interne šale da sačuva stari logo koji je bio zelen, sa svim velikim slovima i pokazivao „fensi” slovo O – nadimkom blibbet, ali je logo bio odbačen. Majkrosoftov logo sa sloganom „Your potential. Our passion.” (srp. Vaš potencijal. Naša strast.) ispod glavnog preduzetničkog imena, zasnovan je na sloganu Majkrosofta korištenog 2008. godine. U 2002. godini, kompanija je počela koristiti logo u Sjedinjenim Državama i eventualno započela TV kampanju sa sloganom, izmenjenog sa prethodnog slogana „Where do you want to go today?” (srp. Gde želite ići danas?). Tokom privatne MGX (Majkrosoft Global Exchange) koferencije 2010. godine, Majkrosoft je otkrio naredni slogan kompanije, „Be What's Next.” (srp. Budi što sledi.).
Dana 23. augusta 2012, Majkrosoft je otkrio novi preduzetni logo na otvaranju svog 23. Majkrosoft skladišta u Bostonu pokazujući kompanijinu smenu fokusa sa klasičnog stila na ikonocentrični moderni interfejs koji koristi ili će koristiti platforma Windows fon, Xbox 360, Windows 8 i nadolazeći ofis paketi. Novi logo takođe uključuje četiri kvadrata sa bojama tadašnjeg Windows logotipa koji je bio korišten da reprezentira Majkrosoftova četiri glavna proizvoda: Windows (plava), ofis (crvena), Xbox (zelena) i Bing (žuta). Ipak, ovaj logo nije u potpunosti nov—bio je predstavljan u reklamama za Windows 95 od sredine devedesetih.
- 1985–1987.
- 1987–2006.
- 2006–2011.
- 2011–2012.
- 2012–danas

- 1987 — Majkrosoft Pac-Man logotip, dizajnirao ga je Šot Bejker, a korišten je od 1987. do 2012. sa 1994–2002. sloganom „Where do you want to go today?”.[151][152]
- 2006–2011 — Majkrosoftov logo od 2006–2011, sa sloganom „Your potential. Our passion.”[152]
- 2011–2012 — Logo Majkrosofta sa sloganom „Be what's next.”[154]
- 2012–danas — Predstavljen 23. augusta 2012, da simbolizira „svet digitalnog kretanja” i Majkrosoftov „portfolio proizvoda”.[159]

## Spoljašnje veze
- Zvanični veb-sajt
- Microsoft на веб-сајту